# Pedro de Rivera y Villalón
Pedro de Rivera y Villalón, né à Antequera (Malaga) à la fin du XVIe siècle et mort à Mexico le 7 novembre 1744, est un officier, explorateur et administrateur colonial espagnol.

## Biographie
Envoyé de 1724 à 1728 pour une tournée d'inspection des frontières de la Nouvelle-Espagne, il effectue un périple qui le mène de Mexico jusqu'à l'East Texas avec le cartographe Francisco Barreyto. 
Il devient ensuite Gouverneur de Vera Cruz puis de Guatemala City. 
On lui doit un journal de l'expédition, publié en 1736.